# Grand Prix automobile de France 1922

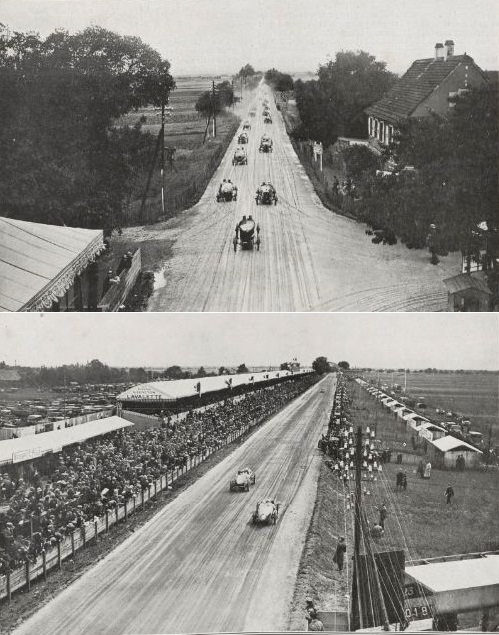
Départ et vue de course du Grand Prix de l'ACF 1922 à Strasbourg.

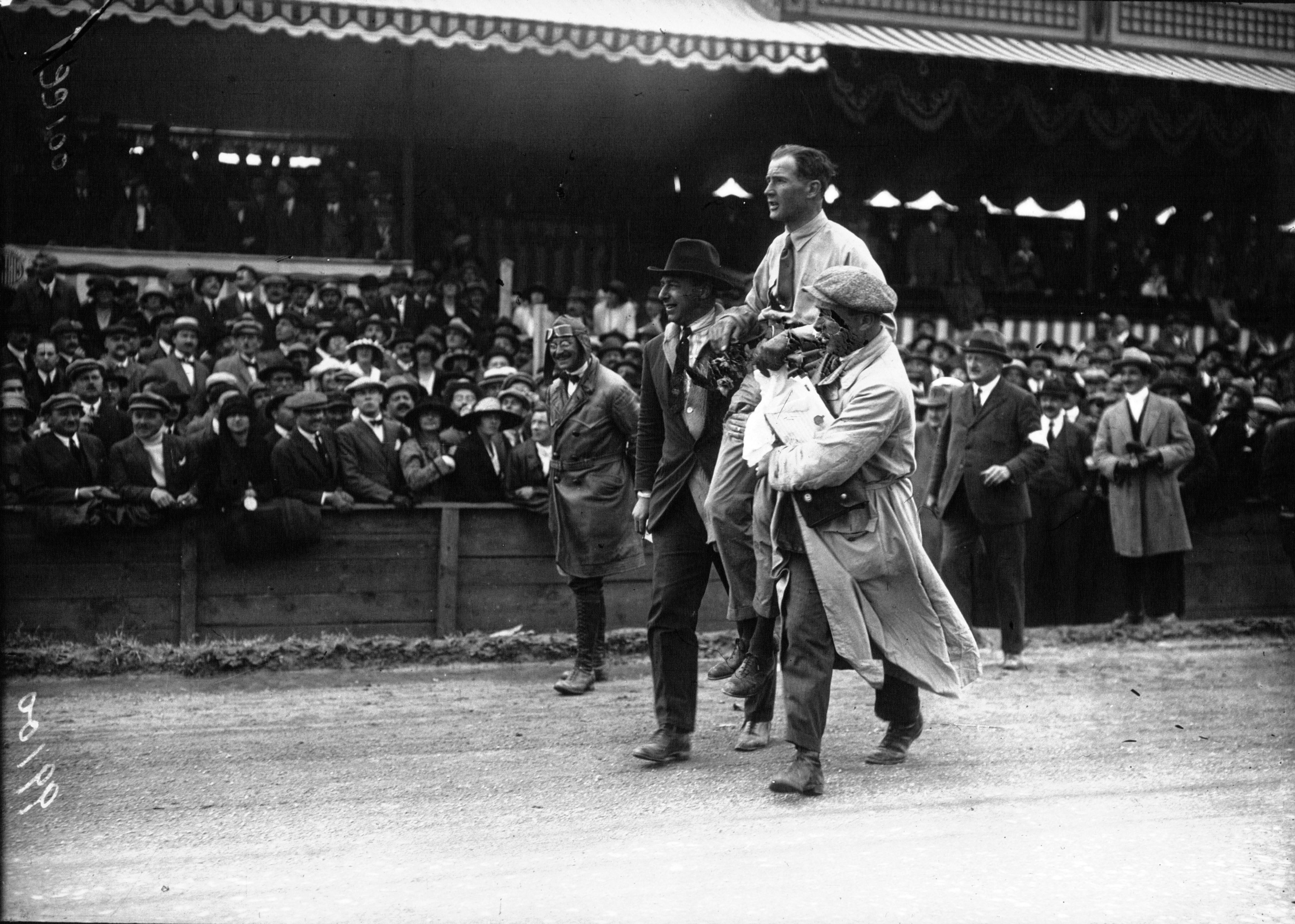
Felice Nazzaro après l'arrivée.

Le Grand Prix automobile de France 1922 est un Grand Prix de vitesse organisé par l'Automobile Club de France qui s'est tenu à Strasbourg le 15 juillet 1922.
La course s'est déroulée sur 60 tours de 13,38 km pour une distance totale de 802,88 km et a été remportée par Felice Nazzaro au volant d'une Fiat. Cette course se distingue par le fait qu'il s'agit du premier Grand Prix avec départ groupé.
La course s'est déroulée conformément à la nouvelle réglementation des Grands Prix, qui exigeait des moteurs ne dépassant pas 2 litres, dans des voitures à deux places et pesant au moins 650 kg. Aux essais, les Fiats dominent, seuls les pilotes Bugatti sont proches de leurs temps (les pilotes Bugatti ont l'avantage d'avoir l'usine Bugatti à Molsheim, à 5km du circuit, et donc de connaître déjà le circuit). 
Après le départ lancé, Felice Nazzaro devance Ernest Friderich à la fin du premier tour, les autres pilotes Fiat étant en queue de peloton en raison de leurs positions de départ inférieures. Au 4e tour, Pietro Bordino prend la tête, et au 10e tour, Biagio Nazzaro est troisième, ce qui permet à la Fiat d'obtenir les 3 premières positions. Les deux Fiat de tête s'échangent la 1ère place à plusieurs reprises en raison des arrêts aux stands, Biagio Nazzaro conservant la troisième place. Les trois Fiat continuant à augmenter leur avance alors que de nombreux concurrents abandonnent, jusqu'à ce qu'après la mi-course, Biagio Nazzaro rencontre des difficultés et effectue un lent arrêt aux stands, ce qui le fait chuter à la quatrième place jusqu'à ce que Giulio Foresti, qui avait pris la troisième place, abandonne au 44e tour. Au 51ème tour, alors que presque tous les autres concurrents ont abandonné (principalement en raison de problèmes de moteur), la Fiat de Biagio Nazzaro perd une roue arrière à grande vitesse, puis heurte un arbre, renversant la voiture et le tuant sur le coup, et blessant grièvement un mécanicien. À deux tours de l'arrivée, Bordino est victime d'une panne similaire dans une partie beaucoup plus lente de la piste, sa voiture s'arrêtant sans encombre avec une roue arrière perdue.

## Classement
| Pos. | no | Pilote              | Automobile         | Tours | Temps/Abandon     |
| ---- | -- | ------------------- | ------------------ | ----- | ----------------- |
| 1    | 4  | Felice Nazzaro      | Fiat 804           | 60    | 6 h 17 min 17 s 0 |
| 2    | 12 | Pierre de Vizcaya   | Bugatti Type 30    | 60    | 7 h 15 min 9 s 8  |
| 3    | 22 | Pierre Marco        | Bugatti Type 30    | 60    | 7 h 48 min 4 s 2  |
| 4    | 11 | Pietro Bordino      | Fiat 804           | 58    | Essieu arrière    |
| 5    | 18 | Jacques Mones-Maury | Bugatti Type 30    | 57    | + 9 tours         |
| Abd. | 17 | Biagio Nazzaro      | Fiat 804           | 51    | Accident mortel   |
| Abd. | 14 | Giulio Foresti      | Ballot 2LS         | 44    | Moteur            |
| Abd. | 7  | Jules Goux          | Ballot 2LS         | 31    | Accident          |
| Abd. | 8  | Clive Gallop        | Aston Martin GP    | 30    | Moteur            |
| Abd. | 21 | Henry Segrave       | Sunbeam            | 29    | Moteur            |
| Abd. | 15 | Louis Zborowski     | Aston Martin GP    | 19    | Moteur            |
| Abd. | 20 | Giulio Masetti      | Ballot 2LS         | 15    | Moteur            |
| Abd. | 5  | Ernest Friderich    | Bugatti Type 30    | 14    | Moteur            |
| Abd. | 13 | Victor Hémery       | Rolland-Pilain A22 | 12    | Surchauffe        |
| Abd. | 16 | Kenelm Lee Guinness | Sunbeam            | 5     | Moteur            |
| Abd. | 9  | Jean Chassagne      | Sunbeam            | 5     | Moteur            |
| Abd. | 6  | Albert Guyot        | Rolland-Pilain A22 | 2     | Moteur            |
| Abd. | 19 | Louis Wagner        | Rolland-Pilain A22 | 2     | Moteur            |

- Légende: Abd.=Abandon.

## Pole position et record du tour
- Pole position :  Felice Nazzaro (Fiat) attribué par tirage au sort
- Meilleur tour en course :  Pietro Bordino (Fiat) en 5 min 43 s.